# Dấu trường âm Chōonpu
Dấu trường âm chōonpu (Nhật: 長音符 Hepburn: chōonpu, lit. "âm đọc kéo dài"), hay chōonkigō (長音記号 chōonkigō),  onbiki (音引き onbiki), bōbiki (棒引き bōbiki) hay cụ thể hơn gọi là dấu trường âm Katakana-Hiragana, là dấu thể hiện âm đọc kéo dài (trường âm) trong tiếng Nhật.

## Hình thức
Đối với Katakana, dấu trường âm Chōonpu  là một nét gạch ngang khi viết theo hàng ngang "ー " và 1 nét sổ thẳng "l" khi viết dọc.

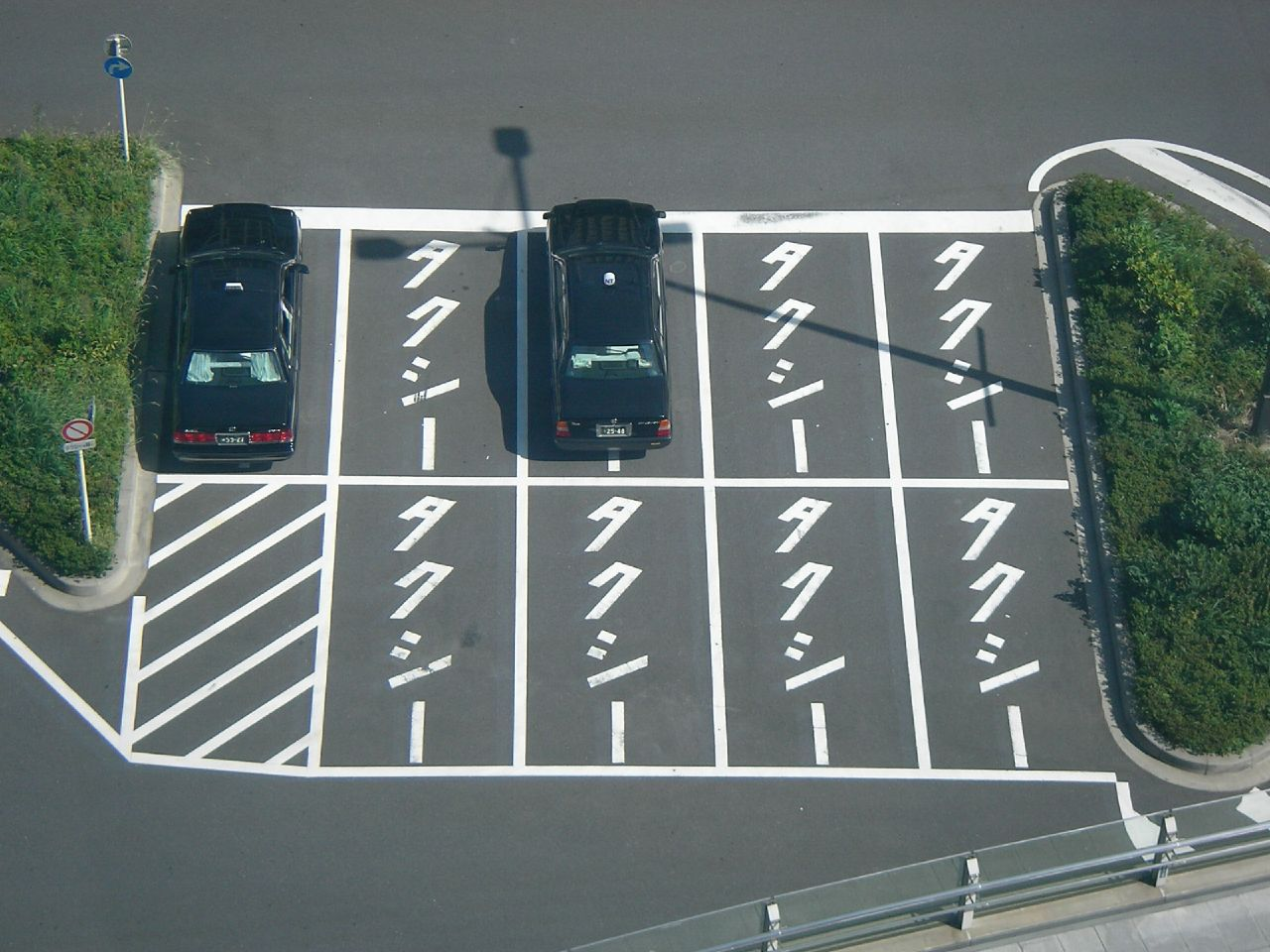
Từ タクシー (takushī, 'Taxi') viết dọc với dấu trường âm chōonpu là 1 nét sổ dọc

Đối với Hiragana, trường âm được biểu diễn bằng cách thêm một nguyên âm nữa. Cụ thể trường âm của âm あ là あ, của âm い là い, của âm う là う, của âm え là え hoặc い tùy trường hợp, của âm お là お hoặc うtùy trường hợp. Dù hiếm nhưng dấu Chōonpu đôi khi cũng được dùng trong Hiragana, chẳng hạn như biển hiệu mì ramen (拉麺) được viết bằng Katakana là ラーメン , viết bằng Hiragana là らーめん/らあめん  

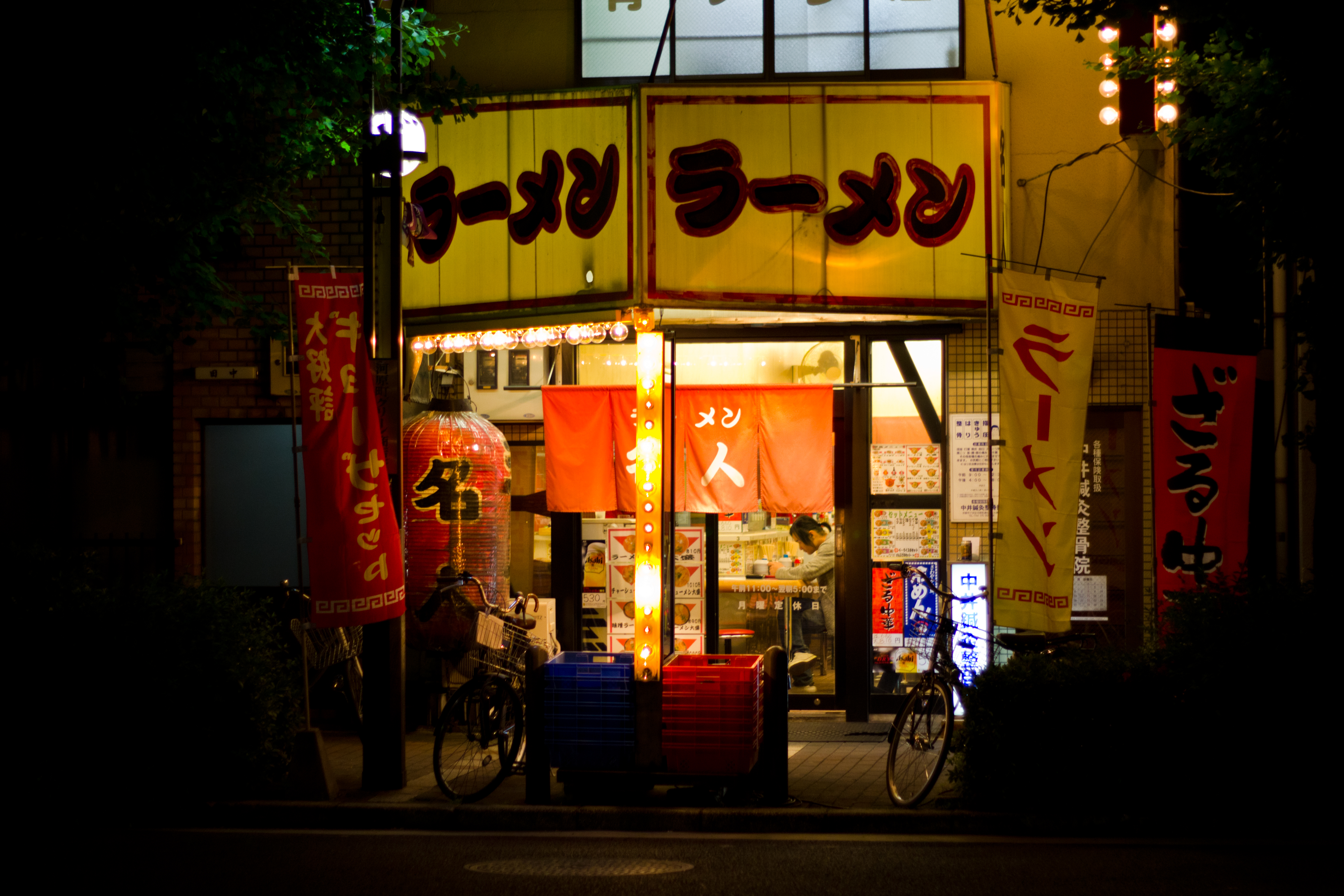
Biển hiệu Ramen với dấu trường âm Chōonpu cả dạng nét ngang và sổ dọc

Đối với Romanji, không dùng dấu trường âm Chōonpu, mà trường âm được biểu diễn bằng dấu gạch đầu của chữ cái, chẳng hạn Rāmen trong ví dụ nêu trên (ngoại trừ trường hợp trường âm i của âm e ví dụ như 文型 Bunkei).
Đối với Kanji, dấu trường âm Chōonpu khi viết ngang trông giống chữ Nhất 一, nhưng đây là 2 ký tự khác nhau.